# Fay Spain
Lona Fay Spain (6 de octubre de 1932 – 8 de mayo de 1983) fue una actriz estadounidense en producciones cinematográficas y televisión.

## Primeros años
Nacida en Phoenix, Arizona, Fay Spain era la menor de las dos hijas de Robert C. Spain y Arminta Frances "Mickie" Cochran. Cuando tenía 17 años, Spain trabajaba como crupier en un casino de Reno, Nevada. Años más tarde, dijo: "Mentí sobre mi edad y conseguí un trabajo como crupier – y gané mucho dinero, mucho más que mi marido, que era un cómplice."

## Aprendiz de teatro
En dos meses, encontró trabajo en una compañía teatral en las montañas de Catskill. Obtuvo una tarjeta Equity, lo que le permitió seguir trabajando como actriz. Spain rechazó una beca universitaria después de asistir a la escuela secundaria en White Salmon, Washington. En su lugar, decidió realizar un aprendizaje en una compañía teatral.[cita requerida]

## Actriz de cine
Spain siguió dedicándose a la interpretación, sin dejarse desanimar por los rechazos. Aceptaba cualquier papel que le ofrecían, aprendiendo las técnicas del oficio de actriz.[cita requerida]
En 1955, Spain fue una de las 15 actrices nombradas WAMPAS Baby Stars. Saltó a la fama entre el público cinematográfico a finales de la década de 1950. En 1957, interpretó a Carol Smith junto a John Smith como Tommy Kelly en la película dramática The Crooked Circle, en la que un joven boxeador es presionado para perder un combate. En 1958, fue elegida para interpretar a Darlin' Jill en la versión cinematográfica de God's Little Acre, basada en la novela de Erskine Caldwell. La película supuso el debut en la gran pantalla de Tina Louise y también contó con la participación de Robert Ryan, Jack Lord, Buddy Hackett, Aldo Ray y Vic Morrow.
Spain siguió este éxito interpretando a Maureen Flannery en la película Al Capone (1959) y apareció en películas como The Beat Generation (1959), The Private Lives of Adam and Eve (1960), Hercules and the Conquest of Atlantis (1961), Black Gold (1962), Thunder Island (1963), Flight to Fury (1964), The Gentle Rain (1966), Welcome to Hard Times (1967) y The Todd Killings (1971).
Su última aparición como actriz de cine tuvo lugar en 1974, cuando interpretó a la esposa del mafioso Hyman Roth (Lee Strasberg) en El padrino parte II (1974).

## Matrimonios
Cuando tenía 16 años, Spain se casó con John Falvo, guionista y actor. Tuvieron un hijo, Jock Falvo (nacido en 1954), y se divorciaron en 1954. En 1959, la actriz se casó con el pintor abstracto de la costa oeste John Altoon. De 1965 a 1966, estuvo casada con Imo Ughini, un peluquero.

## Televisión
Spain protagonizó 11 episodios de NBC Matinee Theater.
Apareció como concursante en un episodio del programa de juegos de Groucho Marx You Bet Your Life (episodio #56-02, 4 de octubre de 1956, palabra secreta 'Hand'). A mediados y finales de los años 50 y 60, Spain apareció en Bonanza (Sue Ellen Terry en "The Sisters", en el capítulo 14 de la primera temporada), Gunsmoke (en 1957 como el personaje principal "Mavis McCloud" (S3E7) y en 1961 como "Bessie", miembro de una banda y asesina en "A Man A Day" (S7E14), Cheyenne, Rawhide, Whirlybirds, Hogan's Heroes, Perry Mason (Charlotte Lynch en "The Case of the Fiery Fingers"), Tombstone Territory (episodio "Pick up the Gun"), The Millionaire, M Squad, Adventures in Paradise, The Texan, Riverboat, The Rat Patrol, Gomer Pyle, USMC, Gunsmoke (episodio "Mavis McCloud" (1957) y episodio "A Man a Day" (1961)), Playhouse 90, 77 Sunset Strip, Have Gun - Will Travel (episodio "High Wire", 1957), Alfred Hitchcock Presents (episodio "The Last Dark Step" (1959) y "The Cuckoo Clock" (1960)), Maverick (episodios "The Naked Gallows" con Jack Kelly (1957), "The Goose-Drownder" (1959) y "The Cactus Switch" con Roger Moore (1961)), Pony Express, The Restless Gun, The Fugitive, Bat Masterson y como Angela en Wanted: Dead or Alive (temporada 2, episodio 18 (1959), así como la "cazafortunas" Amy Williams junto a Royal Dano en la temporada 2, episodio 3, que se emitió el 18 de septiembre de 1959).... Protagonizó en 1961 Tales of Wells Fargo en un episodio titulado "The angry sky" de la temporada 6 de Tales of Wells Fargo
Spain también apareció en el programa de entrevistas de la NBC Here's Hollywood. En las décadas de 1950 y 1960 siguió apareciendo con frecuencia en series de televisión como los episodios de Rawhide "Incident of the Valley in Shadow" (1959), "Incident in the Middle of Nowhere" (1961) e "Incident of the Lost Woman" (1962), así como en Stoney Burke, Hogan's Heroes y The Fugitive.
En 1966, interpretó a Calamity Jane en el episodio "A Calamity Called Jane" de la serie sindicada Death Valley Days.

## Muerte
Spain murió de un cáncer linfático en Los Ángeles en 1983 a la edad de 50 años.[cita requerida]

## Filmografía

### Cine
| Año  | Título                                | Papel                     |
| ---- | ------------------------------------- | ------------------------- |
| 1957 | Dragstrip Girl                        | Louise Blake              |
| 1957 | The Abductors                         |                           |
| 1957 | Teenage Doll                          | Helen                     |
| 1957 | The Crooked Circle                    | Carol Smith               |
| 1958 | God's Little Acre                     | Darlin' Jill              |
| 1959 | Al Capone                             | Maureen Flannery          |
| 1959 | The Beat Generation                   | Francee Culloran          |
| 1960 | The Private Lives of Adam and Eve     | Lil Lewis / Lilith        |
| 1961 | Hercules and the Conquest of Atlantis | Queen Antinea of Atlantis |
| 1962 | Black Gold                            | Julie                     |
| 1963 | Thunder Island                        | Helen Dodge               |
| 1963 | The Great Space Adventure             |                           |
| 1964 | Flight to Fury                        | Destiny Cooper            |
| 1964 | Cordillera                            |                           |
| 1965 | Choque de Sentimentos                 |                           |
| 1966 | The Gentle Rain                       | Nancy Masters             |
| 1967 | Welcome to Hard Times                 | Jessie                    |
| 1970 | The Naked Zoo                         | Pauline                   |
| 1971 | The Todd Killings                     | Mrs. Mack                 |
| 1974 | The Godfather Part II                 | Mrs. Marcia Roth          |

### Televisión
| Año  | Título                        | Papel                | Notas                                         |
| ---- | ----------------------------- | -------------------- | --------------------------------------------- |
| 1955 | Big Town                      |                      | Episodio: "Mental Health"                     |
| 1956 | The NBC Comedy Hour           |                      | Episodio: Season 1, Episode 17                |
| 1956 | Matinee Theatre               |                      | Episodio: "Backfire"                          |
| 1956 | Cheyenne                      | Susan Doonevan       | Episodio: "The Long Winter"                   |
| 1956 | Conflict                      | Nancy Meadows        | Episodio: "The Magic Brew"                    |
| 1956 | Dragnet                       |                      | Episodio: "The Big Beer"                      |
| 1956 | Playhouse 90                  | Crystal Vail         | Episodio: "The Big Slide"                     |
| 1957 | Wire Service                  | Peggy                | Episodio: "Chicago Exclusive"                 |
| 1957 | Matinee Theatre               |                      | Episodio: "On the Trail of the Klingsfeld"    |
| 1957 | The Brothers                  | Tracey               | Episodio: "The Crush"                         |
| 1957 | The Web                       | Sadie                | Episodio: "Dead Silence"                      |
| 1957 | Gunsmoke                      | Mavis McCloud        | Episodio: "Mavis McCloud"                     |
| 1957 | Have Gun – Will Travel        | Rena                 | Episodio: "High Wire"                         |
| 1957 | Sugarfoot                     | Susie Tatum          | Episodio: "Quicksilver"                       |
| 1957 | Maverick                      | Ruth Overton         | Episodio: "The Naked Gallows"                 |
| 1958 | The Restless Gun              | Helen Rockwood       | Episodio: "A Pressing Engagement"             |
| 1958 | The Court of Last Resort      |                      | Episodio: "The Court of Last Resort"          |
| 1958 | Mickey Spillane's Mike Hammer | Trina Greco          | Episodio: "A Grave Undertaking"               |
| 1958 | The Millionaire               | Aileen Evans         | Episodio: "The Tony Drummond Story"           |
| 1958 | Perry Mason                   | Charlotte Lynch      | Episodio: "The Case of the Fiery Fingers"     |
| 1958 | Tombstone Territory           | Lisa Carew           | Episodio: "Pick up the Gun"                   |
| 1958 | Whirlybirds                   |                      | Episodio: "Blind Victory"                     |
| 1958 | M Squad                       | Ruth Reardon         | Episodio: "Accusation"                        |
| 1958 | Playhouse 90                  | Annamay Paul         | Episodio: "A Town Has Turned to Dust"         |
| 1958 | Whirlybirds                   |                      | Episodio: "The Midnight Show"                 |
| 1958 | The Texan                     | Ann Dowd             | Episodio: "The Easterner"                     |
| 1958 | Pursuit                       | Andrea               | Episodio: "The Dark Cloud"                    |
| 1959 | Alfred Hitchcock Presents     | Leslie Lenox         | Temporada 4 Episodio 18: "The Last Dark Step" |
| 1959 | The Ten Commandments          |                      | Telefilme                                     |
| 1959 | Bat Masterson                 | Julie Poe            | Episodio: "The Tumbleweed Wagon"              |
| 1959 | 77 Sunset Strip               | Audrey Franklin      | Episodio: "Abra-Cadaver"                      |
| 1959 | The Restless Gun              | Serena               | Episodio: "A Very Special Investigator"       |
| 1959 | Schlitz Playhouse             | Anna Carrick         | Episodio: "Ballad to Die For"                 |
| 1959 | Wanted Dead or Alive          | Amy Williams         | Episodio: "The Matchmaker"                    |
| 1959 | Adventures in Paradise        | Amy                  | Episodio: "Paradise Lost"                     |
| 1959 | Rawhide                       | Winoka               | Episodio: "Incident of the Valley in Shadow"  |
| 1959 | Bonanza                       | Sue Ellen Terry      | Episodio: "The Sisters"                       |
| 1959 | Maverick                      | Stella Legendre      | Episodio: "The Goose-Drownder"                |
| 1960 | Wanted Dead or Alive          | Angela               | Episodio: "Angela"                            |
| 1960 | The Detectives                | Marcy Collins        | Episodio: "House Call"                        |
| 1960 | Markham                       | Lucille Barrett      | Episodio: "Deadly Promise"                    |
| 1960 | Laramie                       | Gloria Patterson     | Episodio: "Duel at Alta Mesa"                 |
| 1960 | The Alaskans                  | Janice Collier       | Episodio: "Peril at Caribou Crossing"         |
| 1960 | Hawaiian Eye                  | Honey Shaw           | Episodio: "Birthday Boy"                      |
| 1960 | The Alaskans                  | Ellen Hawley         | Episodio: "The Bride Wore Black"              |
| 1960 | Alfred Hitchcock Presents     | Madeleine Hall       | Temporada 5 Episodio 27: "The Cuckoo Clock"   |
| 1960 | Moment of Fear                |                      | Episodio: "Fire by Night"                     |
| 1960 | Naked City                    | Felice Reynolds      | Episodio: "A Succession of Heartbeats"        |
| 1960 | Michael Shayne                | Marge Jerome         | Episodio: "Call for Michael Shayne"           |
| 1960 | Maverick                      | Angelica Garland     | Episodio: "Bolt from the Blue"                |
| 1960 | The Deputy                    | Sally Tornado        | Episodio: "Sally Tornado"                     |
| 1960 | Laramie                       | Fran Ericson         | Episodio: "No Second Chance"                  |
| 1960 | Riverboat                     | Laurie Rawlings      | Episodio: "Duel on the River"                 |
| 1960 | Route 66                      | Paula Shay           | Episodio: "A Fury Slinging Flame"             |
| 1961 | Maverick                      | Lana Cane            | Episodio: "The Cactus Switch"                 |
| 1961 | Gunslinger                    | Martha               | Episodio: "The Buried People"                 |
| 1961 | Adventures in Paradise        | Julie                | Episodio: "Captain Butcher"                   |
| 1961 | The Untouchables              | Julie Duvall         | Episodio: "Testimony of Evil"                 |
| 1961 | Rawhide                       | Barbara Fraser       | S3:E22, "Incident in the Middle of Nowhere"   |
| 1961 | Gunsmoke                      | Bessie               | Episodio: "A Man a Day"                       |
| 1962 | Cain's Hundred                | Enid Lazzo           | Episodio: "Murder by Proxy: Earl Klegg"       |
| 1962 | Ben Casey                     | Lisa Delman          | Episodio: "Odyssey of a Proud Suitcase"       |
| 1962 | Dr. Kildare                   | Sally Winters        | Episodio: "The Roaring Boy-O"                 |
| 1962 | Hawaiian Eye                  | Barbara Mason        | Episodio: "Payoff"                            |
| 1962 | Tales of Wells Fargo          | Marie Jarnier        | Episodio: "The Angry Sky"                     |
| 1962 | Rawhide                       | Lissa Hobson         | Episodio: "Incident of the Lost Woman"        |
| 1963 | Laramie                       | Gladys               | Episodio: "Vengeance"                         |
| 1963 | Going My Way                  | Helen Bancroft       | Episodio: "The Slasher"                       |
| 1963 | Stoney Burke                  | Libby Ferris         | Episodio: "Cat's Eyes"                        |
| 1963 | The Greatest Show on Earth    | Alicia               | Episodio: "The Hanging Man"                   |
| 1964 | Channing                      | Phyllis              | Episodio: "Swing for the Moon"                |
| 1964 | Daniel Boone                  | Kathleen O'Hannrahan | Episodio: "The Sisters O'Hannrahan"           |
| 1964 | Dr. Kildare                   | Emily Buchanan       | Episodio: "Catch a Crooked Mouse"             |
| 1965 | The Fugitive                  | Nora Keel            | Episodio: "Three Cheers for Little Boy Blue"  |
| 1966 | A Man Called Shenandoah       | Millie Turner        | Episodio: "The Accused"                       |
| 1966 | I Spy                         | Vanessa              | Episodio: "It's All Done with Mirrors"        |
| 1966 | The Rat Patrol                | Fay Morgan           | Episodio: "The Gun Runner Raid"               |
| 1966 | Death Valley Days             | Calamity Jane        | Episodio: "A Calamity Called Jane"            |
| 1967 | Iron Horse                    | Marian Elwood        | Episodio: "Six Hours to Sky High"             |
| 1967 | Mannix                        | Gladys               | Episodio: "A Catalogue of Sins"               |
| 1967 | Gunsmoke                      | Willy                | Episodio: "Wonder"                            |
| 1968 | Gomer Pyle, U.S.M.C.          | Lila St. Clair       | Episodio: "Gomer and the Queen of Burlesque"  |
| 1968 | Hogan's Heroes                | Myra                 | Episodio: "How to Catch a Papa Bear"          |
| 1969 | My Friend Tony                |                      | Episodio: "Kidnap"                            |
| 1969 | Hogan's Heroes                | Carla                | Episodio: "At Last - Schultz Knows Something" |
| 1971 | The Man and the City          | Lois Niles           | Episodio: "I Should Have Let Him Die"         |
| 1971 | Medical Center                | Linda                | Episodio: "The Nowhere Child"                 |
| 1972 | Mannix                        | Mrs. Welch           | Episodio: "Cry Silence"                       |
| 1972 | Night Gallery                 | Molly Mitchell       | Episodio: "Rare Objects"                      |
| 1974 | Ironside                      | Alice Schmidt        | Episodio: "Class of '40"                      |
| 1974 | Police Woman                  | Mame Dorn            | Episodio: "Flowers of Evil"                   |
| 1975 | Caribe                        | Connie James         | Episodio: "Assault on the Calavera"           |
| 1975 | Police Woman                  | Nadine Hummel        | Episodio: "The Hit"                           |